# St. Wendelin (Traunried)

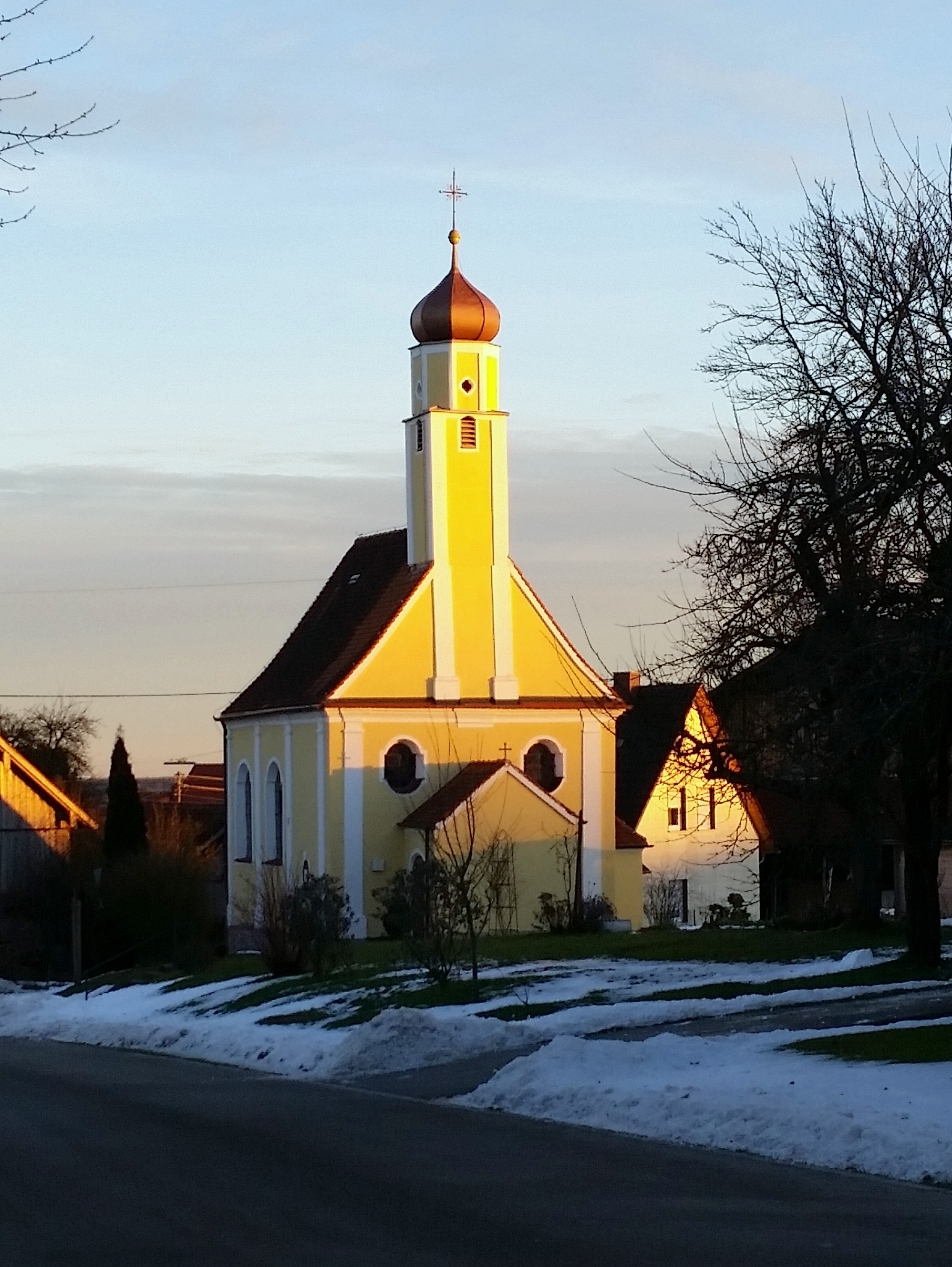
St. Wendelin im winterlichen Abendlicht

St. Wendelin im oberschwäbischen Traunried, einem Ortsteil von Ettringen, ist eine römisch-katholische Kapelle. Sie steht mitten im Ort, ist dem heiligen Wendelin geweiht und gehört zur Pfarrei Siebnach.

## Geschichte
Die Kapelle wurde im frühen 18. Jahrhundert erbaut und 1712 erstmals erwähnt. Eine Wiederherstellung erfuhr die Kapelle im Jahre 1819. Bei einer Renovierung von 1949 bis 1950 wurde die Sakristei angebaut, das Äußere zuletzt 1981 erneuert.

## Baubeschreibung
Die Kapelle ist ein drei Joche langer Raum mit einem nicht ganz halbkreisförmigen, in drei Achsen geteilten Schluss. Die Wandgliederung besteht aus toskanischen, in den Chorschlussecken geknickten Pilastern. Der Raum besitzt eine korbbogige Stichkappentonne, eine sogenannte Lattendecke. Die beiden östlichen Joche haben eingezogene rundbogige Fenster. Das östliche der Südseite ist durch die darunter liegende Sakristeitür verkürzt. Im Westjoch ist eine Holzempore mit gefelderter, weiß getünchter Brüstung eingebaut. Darunter befinden sich beiderseits Hochovalfenster, wobei das nördliche vermauert ist. Außen ist es als Blende mit einem Scheitelstein versehen. Im Westen befindet sich eine Stichbogentür, deren Türblatt schlicht klassizistisch gestaltet ist. Zwei Rundbogenfenster über der Empore sind oben und unten eingezogen. Vor der von vierpassförmigen Gucklöchern flankierten Tür befindet sich ein Vorzeichen mit Satteldach und einer Stichbogentür im Norden. Die Fassaden gliedern schmale, flache Pilaster, die an den oberen Enden kapitellartig mit dem profilierten Traufgesims verkröpft sind. Der Chorschluss ist durch Pilaster in drei, am Ansatz geknickte Achsen geteilt. Der Westgiebel ist durch ein Profilgesims in zwei volutenförmig begrenzte Geschosse unterteilt. In der Mitte des Giebels setzt der Unterteil des Turmes auf quadratischem Grundriss an. Dadurch wird das Gesims des Giebels unterbrochen. Der Turm ist mit Ecklisenen und kleinen Stichbogenöffnungen unter dem gesimslosen Abschluss verziert. Das Oberteil ist oktogonal gestaltet und besitzt Rechteckblenden. An den Hauptseiten befinden sich Vierpassöffnungen. Die Zwiebelhaube ist mit Blech gedeckt. Die 1949 im Süden der Kapelle angebaute Sakristei hat ein Walmdach und auf der Ost- und Westseite Hochovalfenster.

## Ausstattung
Das mit Öl auf Leinwand gemalte Deckenbild stammt aus der Mitte des 18. Jahrhunderts. Es ist von einem Stuckrahmen umgeben und zeigt die Marter des heiligen Laurentius. Das rechteckige Format besitzt einen dreilappigen Schluss. Das Bild könnte ursprünglich ein Altarbild gewesen sein, möglicherweise aus der Kirche von Kirch-Siebnach.
Der Altar wurde um 1720 bis 1730 gefertigt. Er besteht aus marmoriertem Holz und besitzt einen Kastenstipes, den zwei klassizistische Schränke flankieren. Im Aufbau hat er eine eingezogene, rundbogige Blende. Darin befindet sich eine neu gefasste, gotische Muttergottesfigur aus dem späten 15. Jahrhundert, die von zwei Statuetten flankiert wird. Sie stellen die Pestheiligen Rochus und Sebastian dar und stammen aus dem zweiten Viertel des 18. Jahrhunderts. Zu beiden Seiten befindet sich je ein Pilaster und außen eine korinthische Säule. Davor ist eine weitere, schräggestellte Säule mit einem verkröpften Gebälk und einem gebauchten Fries zu sehen. Das Gesims ist über der Mittelblende dreiseitig polygonal erhöht. Der segmentbogig schließende Auszug enthält ein neues Gemälde des heiligen Wendelin. Es ist von Säulen und Voluten flankiert, die unten in die puttenbesetzte Segmentgiebelstücke über den Vordersäulen übergehen.
In den flankierenden Schränken befinden sich kleine vergoldete Rokokoschreine mit bekleideten Wachshalbfiguren auf frühklassizistischen Sockeln. Die nördliche stellt den heiligen Josef, die südliche die Muttergottes dar. Die Figuren stammen aus der Zeit gegen Ende des 18. Jahrhunderts. Das kleine Altarkruzifix hat einen Holzkern mit Messingverkleidung und versilberten Beschlägen. Es stammt aus der Mitte des 18. Jahrhunderts.
Die als Kredenztisch verwendete Kommode stammt aus dem dritten Viertel des 18. Jahrhunderts und ist eine gute, schwungvolle Rokoko-Arbeit. Sie hat Schweiffüße mit konkav-konvexer Vorderseite und einem reichen Schnitzdekor. Er ist violett, cremefarben und golden gefasst und stammt ursprünglich wohl aus einem Profanbau.
Das Gestühl mit geschweiften Brettwangen aus Eichenholz stammt aus dem 18. oder vom Anfang des 19. Jahrhunderts, das gefasste Kruzifix aus der zweiten Hälfte des 18. Jahrhunderts. Die Büsten des schmerzhaften Heilands und der Mater Dolorosa aus der Zeit um 1800 sind weiß und golden und stehen auf klassizistischen marmorierten Sockeln mit Konsolen. Der Opferstock stammt aus derselben Zeit und hat die Form eines Hermenpfeilers.